# サイモン・ラムリー
サイモン・ラムリー（Simon Rumley）は、イギリスの映画監督、脚本家、映画プロデューサー。1970年生まれ。

## 作品
- Red,white,and blue
- THE ROOM　閉ざされた森
- Fashonista

## 受賞作品
- 「Red,White,and Blue」でファンタジア映画祭 Séquences Awardを受賞[2]

- 「THE ROOM　閉ざされた森」で、2006年オースティン・ファンタスティック映画祭にて監督賞、2006年シッチェス・カタロニア国際映画祭にて新人監督賞を受賞。